# Tiroteo en el centro comercial Allen Premium Outlets
El Tiroteo en el centro comercial Allen Premium Outlets fue un tiroteo masivo, ocurrido el 6 de mayo de 2023 en el Allen Premium Outlets, un outlet ubicado en Allen, Texas, Estados Unidos. Nueve personas murieron, incluido el perpetrador, el que recibió un disparo de un oficial de policía que ya se encontraba en el área por una llamada no relacionada con este tiroteo. Siete personas resultaron heridas.

## Antecedentes
Inaugurado en septiembre de 2000, Allen Premium Outlets es un centro comercial al aire libre con 124 tiendas de ropa y seis cadenas de restaurantes. Es propiedad de Simon Property Group.  El centro está ubicado a 25 millas (40 km) al norte de Dallas, Texas, en una parte del área metropolitana de Dallas-Fort Worth.

## Tiroteo
El tiroteo comenzó el 6 de mayo de 2023 a las 3:36 p. m. CDT. El tirador salió de un sedán plateado y disparó contra una multitud que se encontraba fuera del centro comercial. El Departamento de Policía de Allen dijo que las llamadas del centro comercial llegaron a las 3:40. p. m., y tuiteó que la policía estaba en el Allen Premium Outlets a las 4:22 p. m. El jefe de policía de Allen, Brian Harvey, dijo que un oficial que estaba en el área por una llamada no relacionada con el tiroteo dio muerte al tirador.

## Víctimas
Nueve personas murieron, incluido el tirador, y otras siete resultaron heridas, tres de ellas en estado crítico. Medical City Healthcare dijo que estaba tratando a víctimas de entre 5 y 61 años, y que la mayoría de las víctimas fueron transportadas a las instalaciones de McKinney de Medical City. Los fallecidos fueron Kyu Song Cho, 37 años; su esposa Kang Shing "Cindy" Cho, 35 años; su hijo menor James Cho, 3 años; la joven india Aishwarya Thatikonda, 27 años; las hermanas Daniela Mendoza, 11 años y Sofía Mendoza, 8 años; el guardia de seguridad del centro comercial Christian LaCour, 20 años; y el inmigrante venezolano Elio Cumaná-Rivas, 32 años.

## Perpetrador
El perpetrador fue identificado como Mauricio García, de 33 años, quien, según los informes, trabajaba como guardia de seguridad y vivía en un motel.  Durante el tiempo que trabajó como guardia de seguridad, García habría recibido entrenamiento con armas de fuego. García no tenía antecedentes penales graves. No se ha anunciado ningún motivo para el tiroteo. La ropa de García llevaba la insignia RWDS que, según las autoridades, podría significar "Escuadrón de la muerte de derecha" y, según los investigadores, García había interactuado con contenido de redes sociales neonazis y supremacistas blancos. García había servido anteriormente en el Ejército, pero fue retirado debido a problemas de salud mental, y había hecho específicamente comentarios anti-asiáticos.
García tenía un perfil en la plataforma rusa de redes sociales Odnoklassniki en el que expresaba sentimientos antisemitas, misóginos y racistas.  En diferentes publicaciones, compartió contenido de fuentes de extrema derecha como 4chan y Nick Fuentes, elogió a otros tiradores masivos como los perpetradores del tiroteo en la escuela de Nashville en el 2023 y los asesinatos en Isla Vista en el 2014, subió fotografías del centro comercial outlet tres semanas antes del ataque, y fantaseaba con guerras raciales y el colapso de la sociedad.

## Consecuencias
Se realizó una vigilia el 7 de mayo a las 5 p. m. en la Iglesia Bautista Cottonwood Creek.

## Reacciones
El gobernador del estado de Texas, Greg Abbott dijo que el tiroteo fue una "tragedia indescriptible" y Patrick dijo: "Estamos agradecidos por nuestros valientes socorristas que se desplegaron para detener al tirador e investigar este horrible crimen. Estamos agradecidos por su valentía y coraje".  Abbot dijo que viajaría a Allen el domingo para reunirse con la comunidad. El senador Ted Cruz agradeció a la "increíble aplicación de la ley" por detener el tiroteo y también ofreció oraciones a las víctimas. El representante Keith Self, un republicano cuyo distrito electoral incluye a Allen, culpó del tiroteo a las personas con problemas de salud mental de las que "no nos estamos ocupando"; y cuando se le preguntó acerca de las afirmaciones de la gente de que las oraciones no evitan los tiroteos masivos, Self respondió: "Esas son personas que no creen en un Dios todopoderoso que tiene el control absoluto de nuestras vidas. Soy cristiano. Creo que él es."
El 8 de mayo, un comité de la legislatura de Texas, en una votación bipartidista, adelantó un proyecto de ley para aumentar la edad para comprar rifles estilo AR-15 de 18 a 21 años, sin embargo, es poco probable que el proyecto de ley tenga éxito a medida que avanza, especialmente en el Senado de Texas.
El senador estatal Roland Gutiérrez, cuyo distrito incluye el sitio del tiroteo en la escuela primaria Robb, también pidió más control de armas y escribió: "Hay un lugar especial en el infierno para las personas que ven todo esto y eligen no hacer nada".  El mariscal de campo de los Arizona Cardinals, Kyler Murray, el profundo de los Seattle Seahawks, Steven Terrell, el corredor de los Washington Commanders, Jonathan Williams, y el tackle defensivo de los Detroit Lions, Levi Onwuzurike, todos exalumnos de Allen High School, publicaron declaraciones en Twitter. El juez del condado de Collin, Chris Hill, estaba profundamente enojado con "aquellos que harían el mal en nuestra comunidad, en nuestro patio trasero.
El presidente Joe Biden fue informado sobre el tiroteo.  Instó al Congreso a prohibir las armas de asalto y promulgar verificaciones universales de antecedentes, y escribió: "Los pensamientos y oraciones twitteados no son suficientes". Las banderas se bajaron a media asta para honrar a las víctimas y se bajaron el 11 de mayo.
Los Dallas Stars de la NHL cancelaron una fiesta de vigilancia frente al American Airlines Center para su tercer partido contra el Seattle Kraken en los playoffs de la NHL "por respeto a las víctimas, las familias y la comunidad de Allen".